# Schweinchen-Schwarzfuß-Test
Der Schweinchen-Schwarzfuß-Test (auch: SF-Test genannt) ist ein projektives Testverfahren zur Psychodiagnostik des Kindes, entwickelt von Louis Corman. Der Test ähnelt dem TAT (Thematischer Apperzeptionstest) oder dem Columbus-Test und wurde erstmals 1961 veröffentlicht. Die deutsche Version erschien 1977.
Der Schwarzfußtest besteht aus einer Testmappe mit 18 Bildkarten.
Zunächst wird dem Kind das Eröffnungsbild gezeigt. Es wird gefragt: „Wer ist das?“ Zu sehen sind ein Eber (entspricht dem Vater), eine Sau (entspricht der Mutter), zwei weiße Schweinchen (Geschwister) sowie der Held des Tests, Schweinchen Schwarzfuß (SF).
SF erlebt viele Abenteuer auf dem Bauernhof. Die Kinder können sich ihre Lieblingsbilder heraussuchen und eine Geschichte erzählen. Auch bei Erwachsenen ist der Test anwendbar. Hier wird gesagt, es handele sich um eine Geschichte für Kinder, die die Erwachsenen erzählen sollen.
Die erzählte Geschichte wird notiert und es werden die Probanden gebeten, ihre Lieblingsbilder der Reihe nach zu sortieren. Dann müssen die unbeliebtesten Bilder sortiert werden. Zuletzt wird nach Identifikation gefragt. Also: „Wer möchtest Du auf dem Bild sein?“
Auf jedem Bild des Tests werden Konfliktsituationen dargestellt, diagnostisch interessant sind dabei mögliche Abwehrmechanismen.
Reliabilität und Validität der projektiven Verfahren sind häufig unzureichend. 
Da die projektiven Verfahren nur über eine Nullreliabilität, Nullvalidität und Nullobjektivität verfügen, sollten diese nicht als belastbare diagnostische Verfahren verwendet werden. 